# 4049-es busz
A 4049-es jelzésű autóbuszvonal Sajószentpéter környékének egyik helyközi járata, amelyet a Volánbusz Zrt. üzemeltet Berente és Varbó között iskolai napokon.

## Közlekedése
Berente bányagépjavító üzemétől indul. A 26-os főúton Sajószentpéter felé tart, a parasznyai elágazás megállója után a Semmelweis utcai óvodát érinti (párhuzamosan van a főúttal), majd visszatér az elágazáshoz. Ezt követően az imént említett község irányába megy, előtte a szomszédos Sajókápolnát és Sajólászlófalvát keresi fel, a köztük levő összekötő úton megy át egyikből a másikba. Visszahajtva a 2517-os mellékútra Radostyán előtt Kondó következik, utána Parasznya és Varbó. Végállomása a településen található emlékműnél van.
Indításai csupán Berentéről Varbóra egyetlen, délutáni órákban induló, illetve egy reggeli, Kondóról Sajószentpéter Semmelweis utcai óvodáig tartó szóló. Visszafelé útvonala változatlan.

## Megállóhelyei
| 0  | Berente, Bányagépjavító üzem végállomás                     | 0.0 km  | 3756, 3763, 3764, 3765, 3770, 3773, 4046, 4047, 4048, 4050, 4052, 4058, 4061, 4062, 4063, 4067, 4070, 4075, 4081, 4082 |
| 1  | Sajószentpéter, Szabadságtelep                              | 1.3 km  | 3756, 3763, 3764, 3765, 3770, 3773, 4050                                                                               |
| 2  | Sajószentpéter, parasznyai elágazás                         | 1.8 km  | 1369, 1384, 1410, 1411 3754, 3756, 3761, 3763, 3764, 3765, 3766, 3767, 3769, 3770, 3773, 4050, 4051, 4098              |
| 3  | Sajószentpéter, Semmelweis utcai óvoda vonalközi végállomás | 2.4 km  | 3754 |
| 4  | Sajószentpéter, parasznyai elágazás                         | 3.0 km  | 1369, 1384, 1410, 1411 3754, 3756, 3761, 3763, 3764, 3765, 3766, 3767, 3769, 3770, 3773, 4050, 4051, 4098              |
| 5  | Sajószentpéter, Vörösmarty utca 68.                         | 3.9 km  | 3754, 3756, 4050 |
| 6  | Sajószentpéter, ELZETT-CERTA bejárati út                    | 5.2 km  | 3754, 3756, 4050 |
| 7  | Sajókápolna, Egressy utca                                   | 6.0 km  | 3754, 3756, 4050 |
| 8  | Sajókápolna, községháza                                     | 6.4 km  | – |
| 9  | Sajólászlófalva, élelmiszerbolt                             | 8.0 km  | 4050 |
| 10 | Sajólászlófalva, Vörösmarty utca                            | 8.8 km  | 3754, 3756, 4050 |
| 11 | Kondói elágazás                                             | 9.9 km  | 3754, 3756, 4050 |
| 12 | Kondó, Szabadság utca                                       | 10.5 km | 3754, 3756, 4050 |
| 13 | Kondó, autóbusz-forduló vonalközi végállomás                | 11.3 km | 3754, 3756, 4050 |
| 14 | Kondó, Szabadság utca                                       | 12.1 km | 3754, 3756, 4050 |
| 15 | Radostyán, községháza                                       | 13.4 km | 3754, 3756, 4050 |
| 16 | Parasznya, újtelep                                          | 14.3 km | 3754, 3756, 4050 |
| 17 | Parasznya, orvosi rendelő                                   | 14.7 km | 3754, 3756, 4050 |
| 18 | Parasznya, emlékmű                                          | 15.1 km | 3754, 3756, 4050 |
| 19 | Parasznya, varbói elágazás                                  | 15.5 km | 3754, 3756, 4050 |
| 20 | Varbó, Dózsa György utca 83/b                               | 16.2 km | 3754, 3756, 4050 |
| 21 | Varbó, Dózsa György utca 37.                                | 16.6 km | 3754, 3756, 4050 |
| 22 | Varbó, emlékmű végállomás                                   | 17.0 km | 3754, 3756, 4050 |